# Rio Sutherland
O Rio Sutherland, também conhecido como o Rio Beaver, é um rio na área do lago Babine, no nordeste da Colúmbia Britânica, no Canadá. O rio, que flui para noroeste no extremo sudeste do Lago Babine, recebeu o nome de Joe Sutherland, um homem das Primeiras Nações da Reserva Indígena Nautley que acompanhou um Partido de Pesquisa de Terras da Colúmbia Britânica em 1914.
Parte da bacia do rio forma o Parque Provincial do Rio Sutherland e a Área Protegida.